# Щукатура
Щукатура (от италиански: stucco – „гипс“, на немски: Stuck) или Щук е пластична отливка от всякакъв вид мазилки върху архитектурни повърхности с декоративна цел.
Щукото може да бъде от различни мазилки като варова, гипсова анхидридна, мраморен цимент (двойно печен алуминизиран гипс), глинена, циментова и дори от материали като папие-маше. То може да бъде в изработено в различни техники като щуко-апликация, щуко офсет, рисувано щуко, отлято щуко или щуко печат и да се монтира. Щукото може да бъде оформено с добавка на материал (изпъкнало) или с отнемане (вдълбано). Мазилките, използвани за имитация на декоративни естествени камъни, се наричат щуко лустро (с варова мазилка), мраморно щуко или скалиола (и двете с гипсово-туткален разтвор).
Tрадиционно се приготвяна от вар, пясък и вода, използвана за изработка на архитектурни украси и за гладко измазване на стени, тавани, тухлена зидария и други повърхности, пригодени за боядисване или тапициране. 
Варта в сместа служи за улесняване на обработката и намаляване на промокаемостта на материала. От края на XIX век все по-често тя се заменя от портландцимент за повишаване трайността. Понякога се добавят стъклени влакна или влакна от растителен или животински произход за подобряване на структурните свойства.
Като мазилка, щукатурата обикновено се нанася мокра на три слоя и изсъхвайки се втвърдява до много плътно твърдо покритие.

Като скулптурен материал, щукатурата намира широко приложение в бароковата и рококо-архитектурата. Примери могат да бъдат открити в западноевропейски църкви и дворци, където тя формира плавен декоративен преход от стените към таваните и от архитектурните детайли към стенописите. Използва се и в индийската архитектура и ислямското изкуство.
- Щукатура по тавана на Бялата зала в Рундалския дворец
- Щукатура по тавана на западната апсида на Трирската катедрала
- Щукатура по тавана на западната апсида на Трирската катедрала
- Щукатура в Рундалския дворец
- Щукатура по тавана на стара берлинска жилищна сграда
- Щукатура в термите на Помпей
- Щукатура по тавана на Залата на Аполон в Лувъра
- Щукатура по тавана на вилата на Медичи „Villa di Poggio Imperiale във Флоренция
- Таванска щукатура в мъжкия манастир в Меминген, Германия